# Egon Nielsen
Egon Nielsen (13. november 1916 i Ydby, Thy – 25. januar 1984) var en dansk forfatter.
Egon Nielsen prøvede kræfter med mange opgaver som fx bestyrer af Skagen Missionshotel, medarbejder ved Kofoeds Skole, kordegn, redaktør af Dansk Missionsblad og stifter af forlaget Credo.
Han var aktivt bekendende kristen, hvilket præger hans forfatterskab.
Han debuterede i 1950 med digtsamlingen Bekendelse. Hans store gennembrud kom med erindringsromanen fra 1978 Samtalestationen.
Han modtog i 1981 Herman Bangs Mindelegat.